# NGC 6315
NGC 6315 is een balkspiraalstelsel in het sterrenbeeld Hercules. Het hemelobject werd op 6 juni 1863 ontdekt door de Duitse astronoom Albert Marth.

## Synoniemen
- MCG 4-40-23
- ZWG 139.45
- PGC 59843